# Lars Petter Westerdahl
Lars Petter Westerdahl, född 24 januari 1812 i Linköping, död 25 april 1864 i Köpenhamn, var en svensk flöjtist. Han vara bror till flöjtisten Olof Westerdahl.

## Biografi
Lars Petter Westerdahl föddes 24 januari 1812 i Linköping. Han var son till ringkarlen Lars Westerdahl och Stina Svensdotter. Han anställdes som flöjtist vid Första livgrenadjärregementet och sedan vid Andra livgrenadjärregementet. Han blev 1 juli 1847 anställd som flöjtist vid Kungliga Hovkapellet i Stockholm och slutade där 1 juli 1849. Westerdahl avled 25 april 1864 i Köpenhamn. Westerdahl var bror till flöjtisten Olof Westerdahl.
Westerdahl var känd för sin färdighet på en rad olika, delvis kuriösa instrument. Till exempelvis hade han sammansatt ett musikaliskt quodlibet för Mindre teatern 1846, där han själv uppträdde med stycken på violin, flöjt, cello, kontrabas, tenorbasun, valthorn, gitarr, tuba, trumpet, kenthorn, kornett, fagott, oboe, klarinett, mandolin, pukor, nyckelharpa, piccola, rörpipa, bockhorn, säckpipa, lergök, cigarrmunstycke, käpp, två tomma nävar med mera.